# Karl Heinrich Emil Alexander von Borstell
Karl Heinrich Emil Alexander von Borstell (* 2. Februar 1778 in Tangermünde; † 11. Juli 1856 in Stralsund) war ein preußischer General der Kavallerie.

## Leben

### Herkunft
Seine Eltern waren der General Hans Friedrich Heinrich von Borstell und dessen Ehefrau Charlotte Luise Wilhelmine, geborene von Ingersleben. Sein Bruder Ludwig wurde ebenfalls General der Kavallerie.

### Militärkarriere
Am 1. März 1791 kam Borstell als Junker in das Dragonerregiment „von Ansbach und Bayreuth“. Dort wurde er am 12. Oktober 1792 Fähnrich. Während des Ersten Koalitionskrieges kämpfte er bei der Kanonade von Valmy sowie in der Schlacht bei Kaiserslautern, den Gefechten bei Hochheim, Kreuznach, Alzey, Frankenthal sowie den Belagerungen von Longwy, Verdun, Mainz und Landau. In der Zwischenzeit wurde Borstell am 25. April 1794 zum Sekondeleutnant befördert. Nach dem Krieg wurde er am 6. Januar 1800 in das Kürassierregiment „von Borstell“ versetzt. Dort wurde er am 1. März 1803 Premierleutnant und kam am 31. Dezember 1804 als Inspektionsadjutant zu General von Elsner. Am 21. September 1805 wurde er Stabsrittmeister und Adjutant des Generals Ernst von Rüchel. Während des Vierten Koalitionskrieges kämpfte Borstell in der Schlacht bei Jena und einem Gefecht bei Königsberg. Am 17. März 1807 wurde er Rittmeister, bevor er am 14. Juli 1807 mit der Berechtigung zum Tragen der Uniform seines alten Regiments verabschiedet wurde.
Am 12. Januar 1808 erhielt Borstell die Genehmigung, in fremde Dienste zu treten und wurde daraufhin in der Württembergischen Armee angestellt. Im Verbund mit der französischen Armee kämpfend, wurde er 1809 bei einem Gefecht bei Braunschweig gegen die Schwarze Schar verwundet. Seine Truppe wurde nach Spanien verlegt und nahm 1810/11 am dortigen Feldzug teil. Borstell kämpfte bei den Belagerungen von Gerona sowie Tarragona und nahm am 23. April 1811 an der Schlacht bei Lerida teil. 1812 wurde er in Kassel zum Major befördert. Er nahm 1812 am Russlandfeldzug teil und kämpfte in den Schlachten bei Smolensk, Borodino und Krasnoje. In Borodino und Krasnoje wurde er verwundet und erhielt für letztere das Kreuz der Ehrenlegion.
Nach dem Zusammenbruch von Württemberg wechselte Borstell am 24. September 1813 in preußische Dienste. Dort wurde er Brigadier der bergischen Truppen mit Patent vom 7. Februar 1814. Am 8. Juni 1815 kam er als Brigadekommandeur in das V. Armeekorps. Am 24. September 1815 wurde er zum Kommandeur der 11. Brigade ernannt und am 7. Februar 1816 zum Kommandeur der Reserve-Kavallerie des mobilen Armeekorps in Frankreich. Er erhielt am 9. Oktober 1817 die Genehmigung, das Kommandeurskreuz der Ehrenlegion zu tragen. Borstell wurde am 30. März 1818 zum Generalmajor befördert und nach der Auflösung des Korps am 26. Oktober 1818 zum Kommandeur der 6. Kavallerie-Brigade ernannt. Dazu erhielt er am 14. Juli 1825 das Dienstkreuz und am 28. September 1826 den Roten Adlerorden III. Klasse. Am 9. Juli 1829 wurde ihm die Erlaubnis zum Tragen des Russischen Sankt-Stanislaus-Ordens I. Klasse erteilt. Er wurde dann am 30. März 1830 zum Kommandanten von Stralsund ernannt und erhielt am 30. März 1831 den Charakter als Generalleutnant. In dieser Eigenschaft wurde Borstell am 17. Januar 1838 der Rote Adlerorden II. Klasse mit Eichenlaub verliehen. Außerdem erhielt er am 11. Juni 1839 das Patent zu seinem Dienstgrad. Am 22. Juli 1841 wurde ihm der Stern zum Roten Adlerorden II. Klasse mit Eichenlaub verliehen. Am 18. Januar 1845 wurde Borstell auf eigenes Ersuchen mit dem Charakter als General der Kavallerie und der gesetzlichen Pension zur Disposition gestellt. Am 8. Juni 1847 wurde ihm der Abschied gewährt.

### Familie
Borstell heiratete am 16. Oktober 1803 auf Schloss Löbichau im Altenburger Land Henriette Adelheid Freiin Oest von Drießen (* 10. September 1783; † 7. März 1853). Sie war die Tochter des russischen Generalleutnants von Drießen. Das Paar hatte mehrere Kinder:
- Luise Alexandrine Dorothea Johanna (* 7. September 1804; † 9. März 1889) ⚭ Karl Friedrich David von Lindheim (1791–1862), General der Infanterie
- Paul Wilhelm Ludwig Hans Heinrich Albert (* 9. Juli 1806), Regierungsrat
- Ida (* 24. Juli 1808)
- Louis Ernst Eduard  (* 9. Juli 1812; † 20. Mai 1899) ⚭ Karoline Marianne von Lambert (* 28. Dezember 1808), verwitwete Gräfin von Kesselstatt